# Tonkovićevo vrilo
Koordinaten: 44° 47′ 16,3″ N, 15° 22′ 1,6″ O
Tonkovićevo vrilo (auch Tonkovićevo vrelo oder kurz Tonković; vrelo = „Quelle“) und Klanac sind zwei nahe beieinander austretende Karstquellen des Flusses Gacka bei Ličko Lešće, südöstlich von Otočac in Kroatien. Im amtlichen kroatischen Geoinformationssystem sind die beiden Quellen gemeinsam als Vrelo Gacke („Quelle der Gacka“) verzeichnet.

## Umgebung
Das Feld des Flusses Gacka (Gacko Polje) ist ein großes Karstfeld zwischen dem Velebit im Westen und der Kapela im Osten. Der Fluss speist sich aus mehreren Quellen, von denen Tonkovićevo vrilo, Klanac, Majerovo vrilo und Pećina die größten sind. Ihre Schüttung macht zusammen 94 % des Flusswassers aus. Der ursprüngliche Flusslauf der Gacka war 32 km lang, seit dem Bau des Wasserkraftwerkes Senj in den 1960er-Jahren beträgt er nur noch 11 km, da im Gebiet der Stadt Otočac der größte Teil des Wassers durch Tunnel in einen Speichersee geleitet wird.

## Quelle und Nutzung
Tonkovićevo vrilo und Klanac sind die beiden größten Quellen der Gacka. Sie liegen am südöstlichsten Ende des Gacko Polje und bilden damit den Beginn des Flusses. Ihre Austritte liegen nur rund 50 m voneinander entfernt auf zwei Seiten eines flachen Geländerückens. Beide haben keinen ausgeprägten Quelltopf, das Wasser tritt an mehreren Punkten zutage und bildet jeweils einen flachen Teich, der sich über eine nordwestlich bzw. westlich gelegene Geländekante entleert. Laut Messungen zwischen 2008 und 2010 trägt Tonkovićevo vrilo etwa 29 % der Gesamtwassermenge des Flusses bei, Klanac 26 %. Die mittlere Schüttung betrug in dem genannten Messzeitraum bei Tonkovićevo vrilo 3.943 l/s, das Minimum lag bei 1.680 l/s, das Maximum bei 11.400 l/s. Die mittlere Schüttung der Quelle Klanac betrug 3.466 l/s, das Minimum 17 l/s und das Maximum 16.700 l/s.
Durch ihre Nähe zueinander sind die Einzugsgebiete der beiden Quellen im zerklüfteten Karst nicht voneinander differenzierbar, sie befinden sich in den Hängen der Kapela östlich oberhalb des Gacko Polje auf einer mittleren Höhe von 760 Meter über Adria. Nach Nordosten hin überlagert sich das Einzugsgebiet der Quellen Tonković und Klanac mit jenem von Majerovo vrilo, nach Süden und Südwesten hin mit jenem der Quelle Pecina. Die mittlere Temperatur des austretenden Wassers beträgt 9,7 Grad (Tonković) bzw. 9,5 Grad (Klanac).
Bis ins 20. Jahrhundert wurden an der Gacka etwa 60 Wassermühlen und Sägewerke betrieben. Wegen des für den Antrieb der Wasserräder nötigen Gefälles wurden natürliche Geländestufen als Standorte gewählt. Die Geländekanten (nord)westlich der beiden Quellteiche sind solche Punkte. Die dort befindlichen Mühlen sind heute nur in geringen Resten (hauptsächlich Fundamente) erhalten.

Galerie
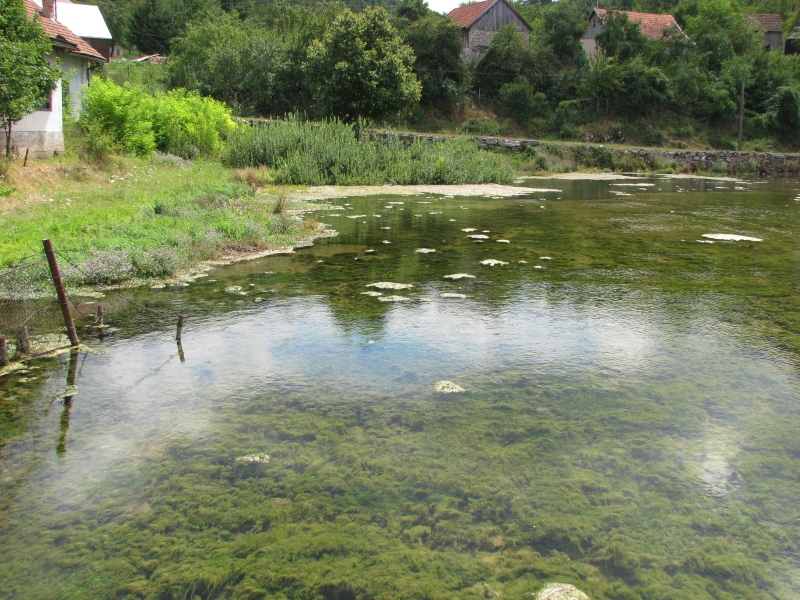
Quellteich der Tonkovićevo vrilo
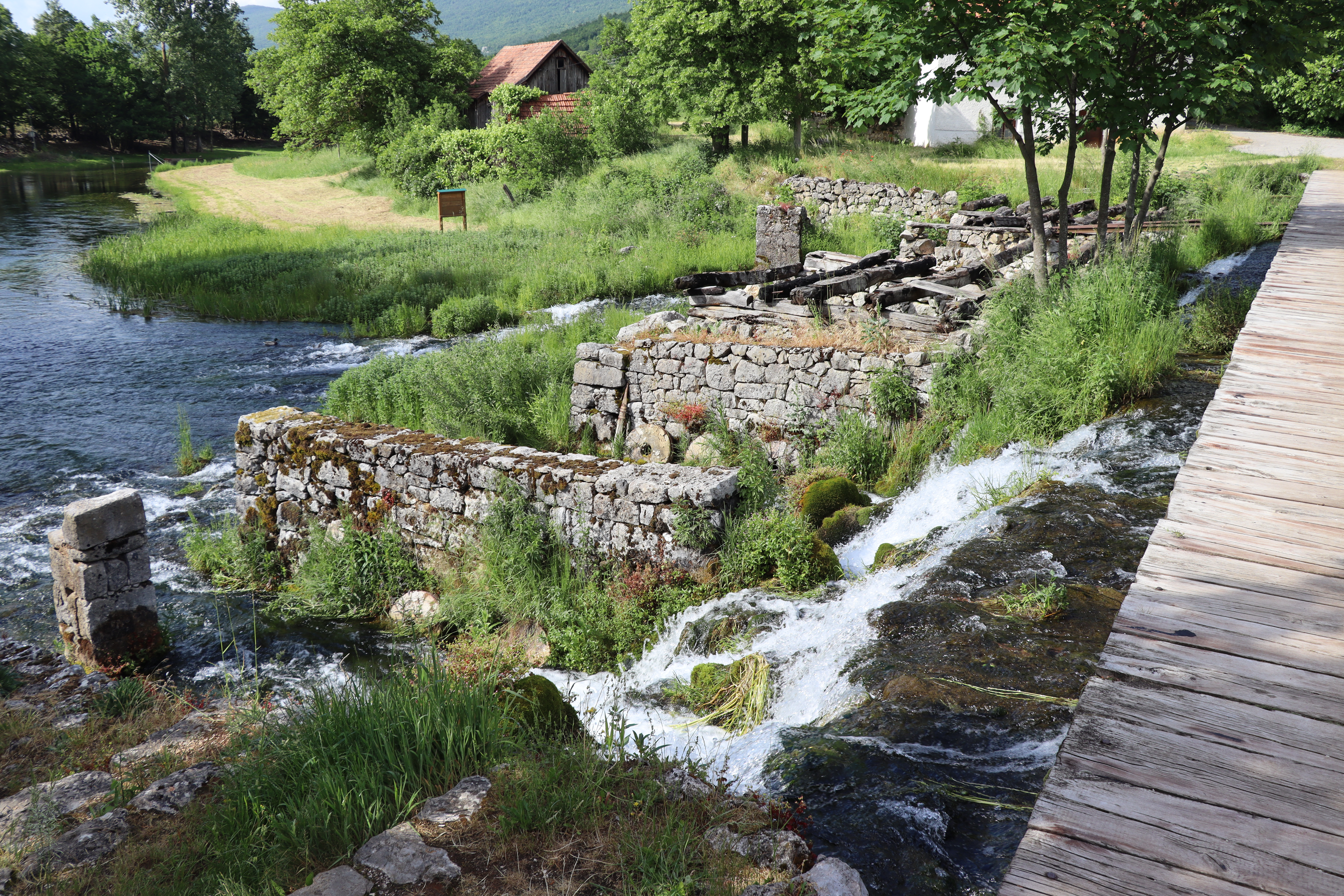
Fundamente von Wassermühlen am Ablauf der Tonkovićevo vrilo
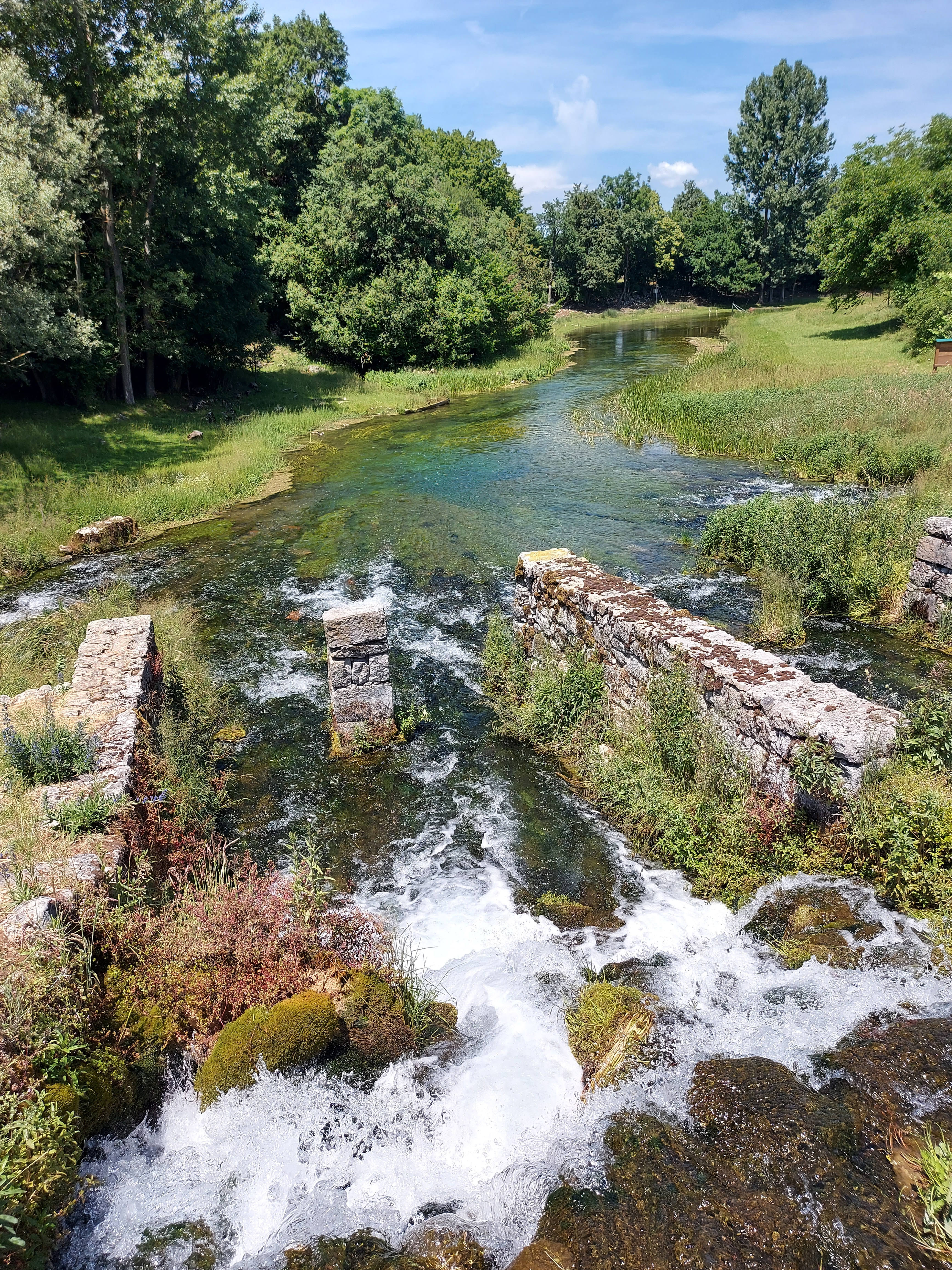
Die ersten Meter der Gacka an der Tonkovićevo vrilo